# 매물도항
매물도항(Maemuldo Fishing Port)은 경상남도 통영시 한산면 매죽리, 거제도 남서단 망산각으로부터 남쪽 약 6.8km 떨어진 매물도의 북서쪽 해안에 위치한 매죽리 당금마을에 있는 어항이다. 소매물도와 구분하기 위해 매물도를 대매물도라 부르기도 한다. 1991년 1월 1일 국가어항으로 지정되었다. 관리청은 해양수산부 동해어업관리단, 시설관리자는 통영시장이다. 매물도항의 어업인구는 60여명이며, 지방어선은 30여척에 달한다.

## 어항 연혁
1810년에 고성에서 이주민들이 들어와 정착하기 시작하였으며, 섬의 모양이 군마의 형상을 하고 있어 마미도라 불리었는데 경상도에서는 '아'를 '애'로 발음하는 경향으로 인해 매물도가 되었다고 한다. 1914년 매물도와 죽도를 병합하여 매죽리라 칭하면서 통영군(현 통영시) 한산면에 편입되어 현재에 이르고 있다.
매물도항은 1991년에 국가어항으로 지정되었고, 1993년에 기본시설계획이 수립되었다. 그리고 2005년에 동방파제, 서방파제, 물양장, 선양장, 부잔교 등의 어항시설이 완공되었다. 인근 홍도어장의 악천우시 가장 빨리 대피할 수 있는 어항이다.

## 어항 구역
매물도항의 어항구역은 다음과 같다.
- 수역[2]
  - 기설 선착장의 기부를 중심으로 반경 300m 선을 따라 형성된 공유수면
- 육역[3]
  - 경상남도 통영시 한산면 매죽리 74-13 외 2필지(상세내역은 생략)

## 시설 현황
서방파제 336m(외단 등대)와 동방파제 48m(외단 등대)가 축조되어 있으며, 항내에 물양장 260m, 선양장 30m가 축조되어 있다. 부잔교 3기가 있어 소형선박이 이용하기 편리하다.

## 주요 어종
매물도 근해에서는 주로 삼치, 가자미, 볼락, 참돔 등이 잡힌다. 그리고 아직까지 현업에 종사하는 해녀들이 있어 자연산 김, 미역 등의 해조류도 채집된다.